# Live Parc Des Princes Paris
Live Parc Des Princes Paris là DVD trực tiếp thứ hai của nghệ sĩ người Anh Mika. Nó thu lại các bài hát Mika hát trong buổi biểu diễn tại Paris ngày 4 tháng 7 năm 2008 với hơn 55.000 khán giả.

## Phát hành và nội dung DVD
DVD phát hành ngày 10 tháng 11 năm 2008 ở Anh, châu Âu và 16 tháng 12 năm 2008 ở Hoa Kỳ. Ngày phát hành chính thức đã được đăng trên blog trực tuyến của Mika. Nó còn được phát hành dưới dạng đĩa Blu-Ray, không như album video trước của Mika chỉ được phát hành dưới dạng DVD.
DVD cũng gồm một đoạn phim tài liệu nói về ý tưởng ban đầu của buổi diễn cho đến việc sản xuất buổi diễn, một video âm nhạc cho "Lollipop (bài hát của Mika)", một video biểu diễn trực tiếp "Grace Kelly", quá trình thiết kế và việc thực hiện buổi diễn. Theo Play.com UK, DVD sẽ có 2 bài hát của Mika từ V Festival, nhưng sau khi được phát hành chính thức, đã không có cảnh biểu diễn nào của Mika từ V Festival có mặt trong DVD.
DVD cũng có thêm phụ đề tiếng Tây Ban Nha, Bồ Đào Nha, Nhật và Đức.

## Danh sách bài hát

### Trực tiếp
1. "Intro"
2. "Relax, Take It Easy"
3. "Big Girl (You Are Beautiful)"
4. "My Interpretation"
5. "Billy Brown"
6. "Holy Johnny"
7. "Any Other World"
8. "Ring Ring"
9. "Stuck in the Middle"
10. "Rain"
11. "Just Can't Get Enough"
12. "Happy Ending"
13. "Love Today"
14. "Grace Kelly"
15. "Animal Play"
16. "Lollipop"
17. "Grace Kelly (Bản tiếng Pháp)" (acoustic)
18. "Relax, Take It Easy" (bản kết thúc buổi diễn)

### Khác
1. Thực hiện Parc Des Princes Show - Tài liệu
2. Các video âm nhạc và biểu diễn trực tiếp
  1. "Lollipop"
  2. "Grace Kelly" (Trực tiếp ở Jools Holland's Hootenanny 2007)